# Sébastien Grosjean
Sébastien Grosjean es un exjugador profesional de tenis nacido el 29 de mayo de 1978 en Marsella, Francia. Se retiró del tenis el 27 de mayo de 2010. No tiene ningún parentesco con el piloto de Indycar, Romain Grosjean.
Su actuación más destacable fueron las semifinales en Australia, Roland Garros y Wimbledon, más la final de la Masters Cup.
Su mejor ranking fue 4 del mundo el 28 de noviembre de 2002, y ha obtenido tres títulos ATP en sencillos y cuatro en dobles, en donde llegó al puesto 52 en el ranking.
Actualmente forma parte del equipo técnico del tenista australiano Nick Kyrgios.

## Títulos (9; 4+5)

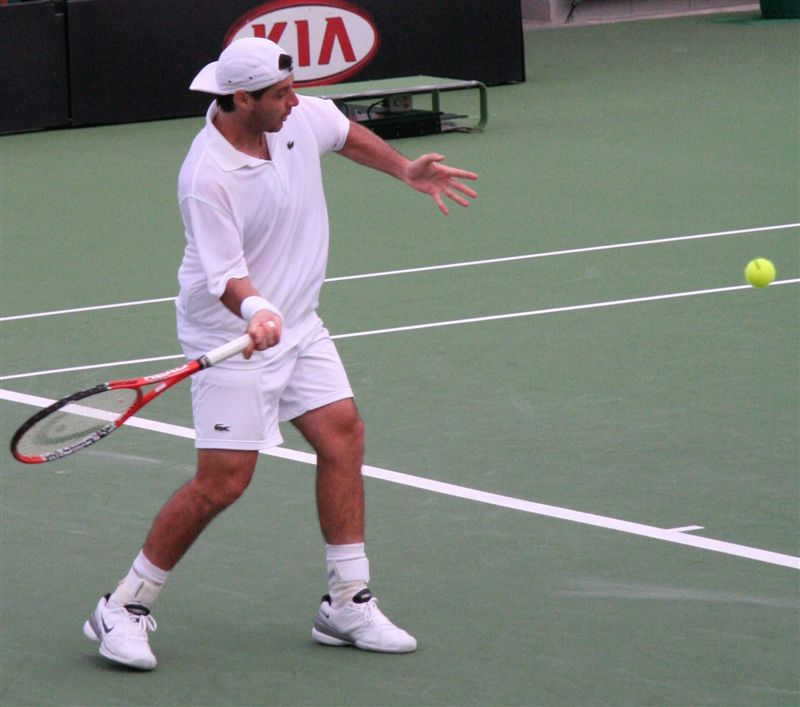
Sebastien Grosjean en el Abierto de Australia 2007

### Individuales (4)
| Leyenda                |
| Grand Slam (0)         |
| Tennis Masters Cup (0) |
| ATP Masters Series (1) |
| ATP Tour (3)           |

| N.º | Fecha                 | Torneo          | Superficie | Oponente en la final | Resultado             |
| --- | --------------------- | --------------- | ---------- | -------------------- | --------------------- |
| 1.  | 19 de junio de 2000   | Nottingham      | Césped     | Byron Black          | 7-6(7) 6-3            |
| 2.  | 29 de octubre de 2001 | París TMS       | Carpeta    | Yevgeny Kafelnikov   | 7-6(3) 6-1 6-7(5) 6-4 |
| 3.  | 21 de octubre de 2002 | San Petersburgo | Carpeta    | Mijaíl Yuzhny        | 7-5 6-4               |
| 4.  | 28 de octubre de 2007 | Lyon            | Carpeta    | Marc Gicquel         | 7-6 6-4               |

### Finalista en individuales (9)
- 1999: Key Biscayne[2] TMS (pierde ante Richard Krajicek)
- 1999: Atlanta (pierde ante Stefan Koubek)
- 2000: Casablanca (pierde ante Fernando Vicente)
- 2001: Marsella (pierde ante Yevgeny Kafelnikov)
- 2001: Sydney Masters Cup (pierde ante Lleyton Hewitt)
- 2003: Londres/Queen's Club (pierde ante Andy Roddick)
- 2003: Tokio (pierde ante Rainer Schüttler)
- 2004: Londres/Queen's Club (pierde ante Andy Roddick)
- 2005: Houston (pierde ante Andy Roddick).

### Clasificación en torneos del Grand Slam
| Torneo             | 2010 | 2008 | 2007 | 2006 | 2005 | 2004 | 2003 | 2002 | 2001 | 2000 | 1999 | 1998 | 1997 | Títulos |
| ------------------ | ---- | ---- | ---- | ---- | ---- | ---- | ---- | ---- | ---- | ---- | ---- | ---- | ---- | ------- |
| Australian Open    | 1R   | 3R   | 3R   | CF   | 2R   | CF   | CF   | 2R   | SF   | 3R   | 1R   | -    | -    | 0       |
| Roland Garros      | -    | -    | 1R   | 2R   | 4R   | 2R   | 2R   | CF   | SF   | 3R   | 3R   | 1R   | 1R   | 0       |
| Wimbledon          | -    | 2R   | 2R   | 3R   | CF   | SF   | SF   | -    | 3R   | 1R   | 3R   | 4R   | -    | 0       |
| US Open            | -    | 1R   | 3R   | 2R   | 3R   | 2R   | 1R   | 2R   | 1R   | 3R   | 1R   | 1R   | -    | 0       |
| Tennis Masters Cup | -    | -    | -    | -    | -    | -    | -    | -    | F    | -    | -    | -    | -    | 0       |

### Dobles (5)
| Leyenda                |
| Grand Slam (0)         |
| Tennis Masters Cup (0) |
| ATP Masters Series (1) |
| ATP Tour (4)           |

| N.º | Fecha                 | Torneo           | Superficie    | Pareja             | Oponentes en la final           | Resultado   |
| --- | --------------------- | ---------------- | ------------- | ------------------ | ------------------------------- | ----------- |
| 1.  | 10 de abril de 2000   | Casablanca       | Tierra batida | Arnaud Clément     | Lars Burgsmüller Andrew Painter | 7-6(4) 6-4  |
| 2.  | 22 de julio de 2002   | Los Ángeles      | Dura          | Nicolas Kiefer     | Justin Gimelstob Michael Llodra | 6-4 6-4     |
| 3.  | 10 de febrero de 2003 | Marsella         | Dura          | Fabrice Santoro    | Tomáš Cibulec Pavel Vízner      | 6-1 6-4     |
| 4.  | 8 de marzo de 2004    | Indian Wells TMS | Dura          | Arnaud Clément     | Wayne Black Kevin Ullyett       | 6-3 4-6 7-5 |
| 5.  | 22 de octubre de 2007 | Lyon             | Carpeta       | Jo-Wilfried Tsonga | Lukasz Kubot Lovro Zovko        | 6-4 6-3     |

### Finalista en dobles (2)
- 2001: Lyon (junto a Arnaud Clément pierden ante Daniel Nestor y Nenad Zimonjić)
- 2009: Lyon (junto a Arnaud Clément pìerden ante Julien Benneteau y Nicolas Mahut)

### Challengers (2)
| N.º | Fecha                 | Torneo     | Superficie    | Oponente en la final | Resultado   |
| --- | --------------------- | ---------- | ------------- | -------------------- | ----------- |
| 1.  | 5 de mayo de 1997     | Bratislava | Tierra batida | Radomir Vasek        | 6-4 6-1     |
| 2.  | 22 de febrero de 1999 | Cherbourg  | Dura          | Antony Dupuis        | 4-6 6-3 6-0 |